# Dont Look Back
Dont Look Back è un film documentario del 1967 sceneggiato e diretto dal documentarista statunitense D. A. Pennebaker.

## Produzione
Prodotto da John Court ed Albert Grossman (l'impresario già manager del cantautore Bob Dylan), distribuito dalla Docurama, girato in bianco e nero, con una durata di poco più di un'ora e mezzo, si basa essenzialmente sulla tournée di concerti che Dylan tenne nel Regno Unito nel 1965. Il documentario fu girato in presa diretta in un paio di settimane utilizzando una cinepresa portatile da 16 millimetri e potendo contare su un budget di spesa contenuto e finanziato dallo stesso regista e soggettista Pennebaker. Le riprese si svolsero fra il 26 aprile e i primi giorni di maggio del '65. Lo scopo era quello di fermare su pellicola il clima da circo che accompagnava le fragorose e stralunate tournée di Bob Dylan (operazione che sarà poi ripetuta, con minore successo, con il film Renaldo and Clara, girato nell'autunno 1975 durante il tour della Rolling Thunder Revue). Nel film (ampiamente citato nella pellicola del 2007 Io non sono qui, segnatamente nel segmento che vede protagonista l'attrice Cate Blanchett) nessuna canzone cantata da Dylan è presentata per intero.
Il documentario, che di fatto è il primo interamente dedicato a un artista nella storia della musica rock, vuole essere un esempio di cinema verità, articolato com'è sulla struttura di un docu-drama che inizia con la conferenza stampa di Dylan al suo arrivo all'aeroporto londinese di Heathrow. Anche se, come sottolinea il biografo Nigel Williamson, non si può dire che sia un film che dica molto riguardo Dylan, costretto ad atteggiamenti che forse non gli erano neppure del tutto naturali.
La scena iniziale del film, girata però l'8 maggio, ovvero verso la fine della tournée sul retro dell'Hotel Savoy di Londra, è servita come una sorta di videoclip per il lancio del singolo di Dylan Subterranean Homesick Blues. Il video è ricordato per l'originalità con cui all'epoca fu confezionato e che non mancò di sorprendere: mentre la canzone scorre in audio, il cantante viene ripreso mentre mostra e scarta in sequenza una serie di cartelli contenenti alcune delle parole e frasi del brano. Allen Ginsberg appare in un cameo durante questa sequenza.

## Accoglienza
Nel 1998 il film è stato selezionato per la preservazione negli Stati Uniti da parte del National Film Registry della Library of Congress come opera significativa sotto l'aspetto culturale, storico ed estetico.

## Titolo
Il titolo originale del film è Dont Look Back (quindi, senza apostrofo nella prima parola). Pennebaker, che del film fu soggettista e regista, decise di adottare questo titolo nell'intento di provare a semplificare il linguaggio. Diverse fonti, comunque, considerano questo un errore tipografico, correggendo il titolo stesso in Don't Look Back (quindi, con un apostrofo nella prima parola). Letteralmente, il titolo potrebbe essere tradotto in lingua italiana Non guardare indietro o Non voltarti. La stessa locuzione, scritta correttamente, Don't Look Back, è stata poi inserita nel 1980 da Dylan in una canzone, Pressing On, facente parte dell'album Saved. La frase completa, in questo caso, è:
Ma la stessa frase compariva già nel brano She Belongs to Me, del 1965, molto tempo prima di Pressing On:
 «She's got everything she needs, she's an artist, she don't look back».

## Trama
(Bob Dylan)

Dylan alla macchina da scrivere in una scena del film

Vi prendono parte diversi personaggi - fra artisti e manager - dell'entourage di Dylan durante la prima fase della sua carriera: Joan Baez, Donovan ed Alan Price (che aveva appena lasciato il gruppo musicale The Animals), il manager dell'epoca di Dylan Albert Grossman ed il road manager nonché amico del cantante e a sua volta cantautore Bob Neuwirth; come figure di secondo piano, vi compaiono poi Marianne Faithfull, John Mayall, Ginger Baker e il poeta Allen Ginsberg. Curiosamente, i Beatles, presenti durante le riprese, non vollero apparire tenendosi in disparte.
Quello che appare nella pellicola è un Dylan poco più che ventenne, assai disinvolto fino ad apparire quasi arrogante rispetto a coloro che lo circondano (esponenti della stampa compresi), e comunque disposto ad apparire polemico e quasi sempre contrariato. Nonostante ciò lascia trasparire il futuro carisma e potere seduttivo.
Centrale nell'economia del documentario è anche il rapporto sentimentale fra Dylan e Baez, una liasion che probabilmente all'epoca si andava esaurendo poiché Dylan stava già con Sara, sua futura moglie, sebbene Joan non fosse a conoscenza del fatto. A giudicare dalle sequenze del film, la cantante appare spesso imbronciata, quasi emarginata, all'interno del gruppo impegnato, nelle varie stanze d'albergo, a trascorrere comunitariamente lunghe ore in attesa del trasferimento in teatro per il concerto serale.

Non è forse un caso che Baez - che mai nella serie di concerti duettò con Dylan, come invece il pubblico si aspettava - abbandonò in anticipo la tournée, in coincidenza con l'arrivo in Inghilterra di Sara, futura signora Dylan. Nonostante fosse alle prese con amori vecchi e nuovi, Dylan non mancò di corteggiare in quei giorni la cantante Marianne Faithfull ed una cantante sedicenne che gravitava intorno al suo entourage.

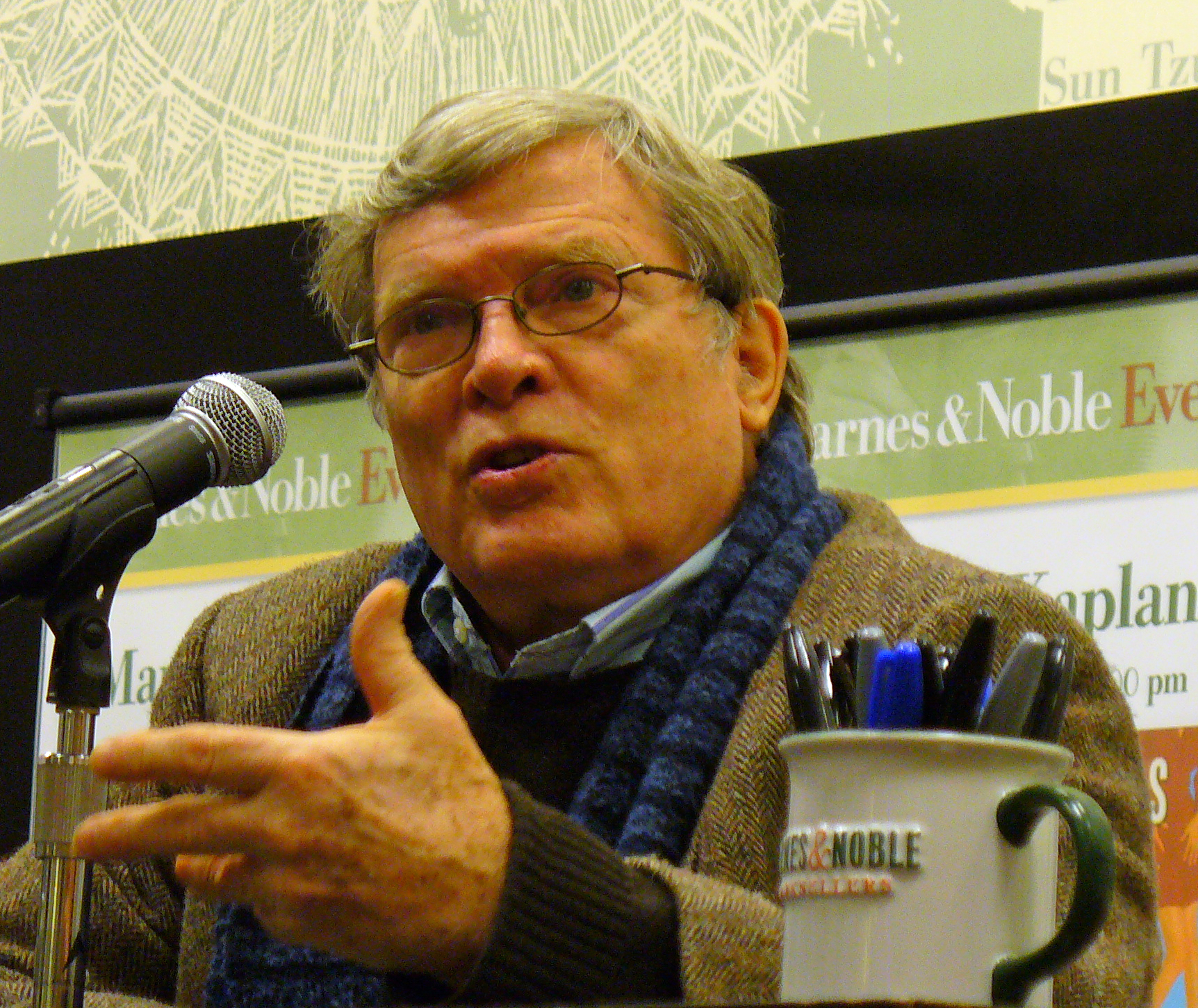
Il regista e sceneggiatore D. A. Pennebaker durante la conferenza stampa di presentazione della riedizione del film in versione DVD rimasterizzata e digitalizzata avvenuta il 27 febbraio 2007

### Sequenze
- Incontro-scontro di Dylan con il corrispondente della pagina della cultura del Time Magazine da Londra Horace Freeland Judson.
- Dylan interrompe Alan Price mentre prova nel retropalco Little Things per chiedergli perché avesse mai lasciato gli Animals (sequenza girata a Newcastle upon Tyne).
- Dylan e Baez cantano canzoni di Hank Williams in una stanza d'albergo, fintanto che Baez canta i primi versi di Percy's Song e Love Is Just a Four-Letter Word (una canzone che all'epoca non era ancora stata rifinita nei particolari, come si evince dal fatto che Baez ad un certo punto dice a Dylan che se lui la completerà lei la inciderà su disco, cosa poi avvenuta nel 1968).
- Dylan discute prima di un concerto con uno studente di scienze, Terry Ellis, futuro manager e cofondatore della casa discografica Chrysalis Records.
- Il manager Albert Grossman parla con Tito Burns, agente musicale e musicista bebop.
- Registrazione di Dylan che canta Only a Pawn in Their Game il 6 luglio 1963 al Voters' Registration Rally di Greenwood, Mississippi (brano girato da Ed Emshwiller)[6].
- Selezione di canzoni eseguite da Dylan durante il concerto alla Royal Albert Hall di Londra.
- Dylan suona It's All Over Now, Baby Blue dopo aver ascoltato Donovan cantare a sua volta una canzone.
- Una delle sequenze del documentario in cui si vede Dylan che suona l'armonica a bocca è utilizzata al termine del film del 2007 Io non sono qui (da cui è stato tratto l'album I'm Not There).

## Distribuzione
Il film fu presentato il 17 maggio 1967, con una proiezione in anteprima al Presidio Theater di San Francisco, per poi entrare nel circuito cinematografico nel settembre successivo all'East Theater della 34.a strada di New York.
Disponibile per l'home video inizialmente in VHS, Dont Look Back è stato poi ripubblicato in DVD in versione rimasterizzata in formato digitale. In questa versione è stato commercializzato il 27 febbraio 2007.
L'edizione, in due dischi, contiene il film rimasterizzato, oltre a cinque tracce audio addizionali, un commento di D. A. Pennebaker ed uno del   Bob Neuwirth, una versione alternativa del video di Subterranean Homesick Blues, il libro pubblicato da D. A. Pennebaker in coincidenza con la distribuzione del film, un flip-book per una sezione del video di Subterranean Homesick Blues ed un nuovo documentario di D. A. Pennebaker pubblicato da Walker Lamond intitolato 65 Revisited che utilizza footage non utilizzato del documentario del 1966 Eat the Document. La confezione è completata da una veste grafica inedita.
Una trascrizione del film, con fotografie, è stata pubblicata nel 1968 dalla casa editrice Ballantine Books.

## Influenza culturale
- Il gruppo musicale Belle and Sebastian cita il film nell'album del 1996 If You're Feeling Sinister, nella canzone Like Dylan in the Movies (dove il ritornello afferma: And if they follow you / don't look back / like Dylan in the movies).
- Jill Sobule cita il film nell'album del 2000 Pink Pearl (canzone: Heroes; verso: Dylan was so mean to Donovan in that movie).
- Gli INXS pagano il loro tributo rispetto ala sequenza d'apertura del film nel loro video Mediate dall'album del 1987 Kick.
- Il film satirico Bob Roberts include diverse scene influenzate dal film di Pennebaker compresa un'esplicità parodia della sequenza d'apertura compresi gli errori di trascrizione (nella parola "Dange", per esempio).
- Il video iniziale di Subterranean Homesick Blues è citato sia pure in maniera allusiva in uno spot pubblicitario con Kenny Mayne del network via cavo ESPN (2008).
- La versione in vinile del bootleg degli Waterboys riguardante la partecipazione al Glastonbury Festival è intitolata Don't Look Back.
- Nel film Patti Smith: Dream of Life, Patti Smith cita il film a proposito della scena in cui Dylan sale su un taxi.
- La frase: «Give the anarchist a cigarette» ("Date una sigaretta all'anarchico") esclamata da Dylan verso gli amici dopo aver appreso su diversi giornali che gli era stata attribuita l'etichetta di "anarchico", è catturata da una delle sequenze finali del film. Da allora è diventato un modo di dire nella cultura popolare anglosassone. Ricorre anche in:

- - un album bootleg di Dylan con canzoni live intitolato appunto Give the Anarchist a Cigarette.[8]
  - un film che ha il titolo di Give the Anarchist a Cigarette.
  - nel titolo di una canzone del gruppo anarcho punk Chumbawamba che compare nell'album Anarchy. La canzone riguarda Bob Dylan e comprende i versi: «Give the anarchist a cigarette / 'Cause that's as close as he's ever going to get / Bobby just hasn't earned it yet».[9]
  - nel titolo dell'autobiografia di Mick Farren, musicista e anarchico.[10]